# Megistoleon leroyanus
Megistoleon leroyanus is een insect uit de familie van de mierenleeuwen (Myrmeleontidae), die tot de orde netvleugeligen (Neuroptera) behoort. 
Megistoleon leroyanus is voor het eerst wetenschappelijk beschreven door Navás in 1936.